# Red Light Company
Red Light Company era una banda de cinco componentes de la ciudad de Londres, Inglaterra. Se formó en 2007 por los miembros Richard Frenneaux (vocal/guitarra), Shawn Day (bajo), James Griffiths (batería), Paul Mellon (guitarra) y Chris Edmonds (teclado). Los chicos se unieron sobre la base de un anuncio de Internet publicado por Richard. Rápidamente Shawn respondió y se mudó de su casa en Wyoming, EE. UU. a Londres en busca de hacer música con el resto del grupo. El tipo de música que tocan es una mezcla entre Alternative rock, Indie rock y Post-punk revival.
Después de unos años con la discográfica Lavolta Records, hoy en día están trabajando con Sony BMG, y la banda ha sido comparada con Editors, U2, Arcade Fire, The polyphonic Spree...
En 2008 la banda hizo una gira con Editors, antes de lanzar su primer sencillo "With Lights Out", el cual habla de un amigo de la infancia de Frenneaux que se suicidó. Su segundo sencillo "Meccano" fue publicado el 11 de agosto de 2008, seguido por su tercer sencillo "Scheme Eugene" el 3 de noviembre de 2008.
Red Light Company ha sido nombrado como el grupo más caliente de 2009 por NME y HMV. Su álbum debut fue publicado el 2 de marzo de 2009, el mismo día que su cuarto sencillo "Arts & Crafts".